# Nathan Cohen
Nathan Phillip Cohen (født 2. august 1986 i Christchurch, New Zealand) er en newzealandsk tidligere roer og olympisk guldvinder.
Cohen vandt guld i dobbeltsculler ved OL 2012 i London sammen med Joseph Sullivan. Han vandt også i disciplinen ved OL 2008 i Beijing, hvor han sammen med Rob Waddell sluttede på fjerdepladsen.
Cohen er også dobbelt verdensmester i dobbeltsculler, fra henholdsvis 2010 og 2011, begge gange som makker med Joseph Sullivan.

## OL-medaljer
- 2012:  Guld i dobbeltsculler